# Syagrus inajai
Syagrus inajai là loài thực vật có hoa thuộc họ Arecaceae. Loài này được (Spruce) Becc. miêu tả khoa học đầu tiên năm 1916.